# ناصر الأسدي
الشيخ ناصر حسين علي الأسدي (1955 - الآن). هو رجل دين شيعي عراقي معاصر مقيمٌ في مدينة كربلاء، وقد كان له دور بارز في مرجعية المرجع المتوفى محمد الحسيني الشيرازي، كما أن له الآن دورٌ بارز في مرجعية أخيه صادق الحسيني الشيرازي. وقد عاش خارج العراق فترةً طويلة بسبب بعض المضايقات السياسية من حزب البعث الحاكم آنذاك، كما قد صدر عليه حكمٌ بالإعدام، ولكنه عاد للعراق بعد سقوط النظام.

## ولادته ونشأته
ولد الأسدي في كربلاء وذلك عام 1955، ونشأ وترعرع فيها ثم التحق بمدارسها حيث أنهى الثانوية الأكاديمية، وبعد ذلك التحق بسلك الدراسات الحوزوية؛ حيث درس الأدب العربي على يد جعفر الرشتي، ودرس الفقه على يد محمد علي الطبسي الفقه، كما درس الفقه وشيئاً من الأصول على يد محمد الحسيني الشيرازي.

## خارج العراق
في عام 1975 هجر كربلاء متوجّهاً إلى الكويت حيث قد صدر عليه حكمٌ بالإعدام، والتحق بحوزة الرسول الأعظم التي أسّسها المرجع محمد الشيرازي في منطقة بنيد القار، ودرس هناك عند المرجع صادق الشيرازي بعضاً من الفقه والأصول في بحث الخارج. وبقي في الكويت حتى انتصار ثورة الخميني في إيران.
في عام 1980 التحق بحوزة قم حيث استكمل دراسته على يد كل من المرجعين الأخوين محمد الشيرازي وصادق الشيرازي وعلى يد آية الله الشيخ الاعتمادي كتاب الرسائل، وحضر بحث الخارج عند الوحيد الخراساني، وحضر في الأدب العربي عند محمد علي المدرس الأفغاني.
وانتقل عام 1992 إلى سوريا حيث التحق بالحوزة العلمية الزينبية التي أسسها رجل الدين حسن الشيرازي، ودرّس فيها أستاذاً في مادة الفقه كتاب المكاسب المحرمة والخيارات، وكتاب شرح مختصر المعاني، إضافة إلى تأسيسه للقسم النسائي في الحوزة ذاتها وذلك بمعيّة عائلته، وكان هو المشرف العام على مضيف الحوراء زينب.

## العودة إلى العراق
عاد إلى مدينة كربلاء - مسقط رأسه - بعد سقوط حكم حزب البعث حيث يعمل مدرّساً وعضواً في مكتب المرجع صادق الشيرازي، والمشرف العام على الحوزة النسائية في مدرسة ابن فهد الحلي، ومشرف على الحوزة النسائية ومركزها مدرسة حافظات القرآن الكريم.

## مؤلفاته
| - شورى الفقهاء المراجع. - مستقبلك بين يديك. - محنة الأكثرية في العراق. - عبادة الله كتاب الله. - الحواريون طلائع حركة أهل البيت. | - أزمة السكن.. قراءة في الأسباب والحلول. - نحو نهضة عمرانية في العراق والعالم الإسلامي. - الشباب أمل المستقبل. - تحويل الطرح إلى جمع. - المذكرات. سبعة أجزاء. |